# Свято святого Руперта
Руперть (Свято Святого Руперта) — популярне свято в Австрії що відзначається 24 вересня на честь засновника та покровителя міста Зальцбурга.

## Історія свята
У VIII ст. Зальцбург став центром великої автономної архієпископської єпархії завдяки Св. Руперту. Він став першим архієпископом міста, розпочав будівництво монастиря Св. Петра та Кафедрального Собору.

## Святкування
Центральним місцем святкування Руперті є площа перед Кафедральним Собором в місті Зальцбург. Місцеві жителі влаштовують фольклорне свято, на площі виступають музичні колективи, духові оркестри, проходять театралізовані вистави та дитячі програми. На великих площах міста проходять ярмарки, де можна придбати сувеніри та роботи місцевих майстрів, а також скуштувати традиційну місцеву кухню. На свято прийнято вдягати національні костюми.